# Ринкова площа (Гельсінкі)
Ринкова площа (фін. Kauppatori, швед. Salutorget) —  центральна площа Гельсінкі, Фінляндія, і одна з найвідоміших визначних туристичних пам'яток міста.
Ринкова площа розташована в центральній частині Гельсінкі, на східному кінці Еспланади, з півдня омивається Фінською затокою (Етелясатама) та зі сходу каналом Катаянокка. HSL здійснює цілорічне поромне сполучення від Ринкової площі до Свеаборга.
З весни до осені над Ринковою площею стоїть галас продавців, що продають свіжі фінські продукти харчування та сувеніри. На площі також є багато кав'ярень простонеба. Деякі кав'ярні також пропонують м'ясну випічку ("lihapiirakka" фінською мовою).
Висока популярності площі на початку жовтня, коли починається щорічний оселедцевий ярмарок ("silakkamarkkinat")..

## Споруди на площі
- Хавіс-Аманда
- обеліск Імператриці з двоголовим орлом
- Будівля колишнього ринку
- Ратуша Гельсінкі
- Президентський палац
- Будівля Верховного суду
- Амбасада Швеції в Фінляндії
- Будівля Головного лісового управління Фінляндії
- Успенський собор